# 迈克尔·穆考克

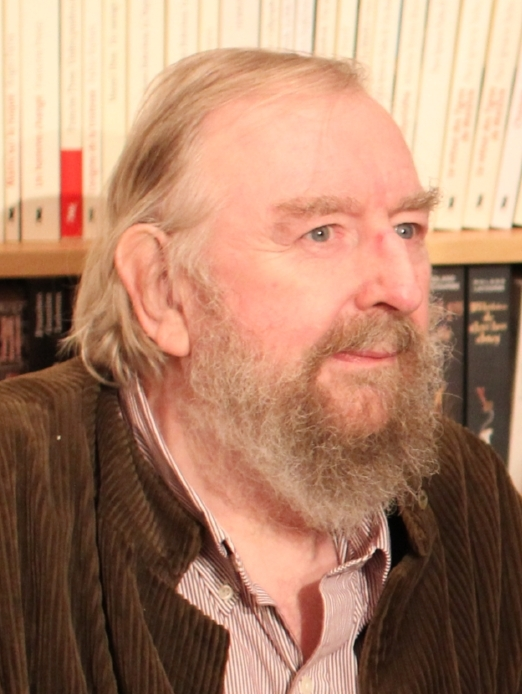
迈克尔·穆考克

迈克尔·穆考克（Michael John Moorcock，1939年12月18日—）是一位英国科學幻想和奇幻作品作家。 1967年和1979年，迈克尔·穆考克分別獲頒星云奖和世界奇幻奖。迈克尔·穆考克喜歡馬溫·皮克的作品。